# To wspaniałe życie
To wspaniałe życie (ang. It's a Wonderful Life) – amerykański film fantasy i dramat filmowy z 1946 roku na podstawie opowiadania The Greatest Gift Philipa Van Doren Sterna.
Akcja filmu toczy się w fikcyjnym amerykańskim miasteczku Bedford Falls, krótko po II wojnie światowej. George Bailey (James Stewart) próbuje popełnić samobójstwo w Wigilię Bożego Narodzenia. Zwraca tym na siebie uwagę swojego anioła stróża – Clarence’a Odbody'ego, który zostaje wysłany, by mu pomóc. W retrospekcji, przedstawiającej aniołowi postać George’a, poznajemy historię jego życia, którą opowiadają dwaj aniołowie, Franklin i Józef. Poprzez te wydarzenia zarysowuje się portret głównego bohatera i wszystkich osób, na które miał wpływ.
To wspaniałe życie jest przykładem filmu kultowego, który uznanie zdobył dopiero po latach. W chwili premiery okazał się porażką – z powodu wysokich kosztów produkcji (ponad 3 mln dolarów), słabych wyników w box offisie oraz chłodnego przyjęcia krytyków. Film zdobył 5 nominacji do Oscara, nie zdobywając ani jednej statuetki. Jego popularność wzrastała jednak z roku na rok, wraz z cyklicznymi powtórkami telewizyjnymi emitowanymi w okolicach Świąt Bożego Narodzenia. Po latach film został doceniony przez Amerykański Instytut Filmowy poprzez umieszczenie na liście 100 najlepszych amerykańskich filmów oraz poprzez zajęcie pierwszego miejsca na liście najbardziej inspirujących. Obecnie uważany za jeden z największych amerykańskich klasyków świątecznych. Krytycy często odnoszą się do niego, określając jako „jeden z niewielu filmów, które naprawdę warto oglądać co roku”.

## Fabuła
W Wigilię Bożego Narodzenia George Bailey (James Stewart) zamierza popełnić samobójstwo. Modlitwy jego rodziny zostają usłyszane przez aniołów. Clarence Odbody (Henry Travers) (Anioł Drugiej Kategorii) dostaje zadanie uratowania mu życia, za co ma otrzymać skrzydła. Józef – główny anioł opowiada historię życia George’a Clarence'owi.
Dwunastoletni George (Bobby Anderson) ratuje życie swojemu młodszemu bratu Harry’emu (Todd Karns), który wpadł do zamarzniętego jeziora. Podczas tego czynu nabawia się infekcji usznej, co w rezultacie powoduje utratę słuchu w lewym uchu. Nieco później, pracując jako pomocnik w aptece, nie dopuszcza do podania niewłaściwych leków pacjentowi, przez co ratuje życie jemu oraz farmaceucie, Panu Gowerowi, który przez omyłkę włożył truciznę do leku.
Największym marzeniem George’a było zwiedzanie świata, projektowanie mostów i drapaczy chmur, od zawsze jednak poświęcał swoje marzenia dla dobra innych. Zaczął pracę w rodzinnej firmie udzielającej kredytów budowlanych dopóki Harry nie skończy liceum. W dniu ukończenia szkoły przez Harry’ego George opowiada o swoich planach i przyszłości. Mary Hatch (Donna Reed), która jest w nim zakochana od kiedy była małą dziewczynką. Wujek Billy (Thomas Mitchell) i Harry przerywają tę pogawędkę wiadomością o udarze ojca. Pan Potter, bezduszny bogacz, próbuje przekonać wspólników firmy do zaprzestania prowadzenia działalności udzielania kredytów budowlanych dla biednych mieszkańców Bedford Falls. George’owi udaje się wyperswadować ten pomysł radzie nadzorczej, ale zgadzają się na dalszą działalność firmy tylko jeśli poprowadzi ją on sam. Zgadza się pozostać w miasteczku, a odłożone pieniądze na dalszą naukę przekazuje swojemu młodszemu bratu.
Harry idzie na studia. Kiedy wraca, przywozi ze sobą swoją świeżo poślubioną żonę. Teść zaoferował Harry’emu dobrą pracę w swojej firmie. George nadal pozostaje w Bedford Falls.
George i Mary pobierają się. W drodze w podróż poślubną stają się świadkami paniki bankowej w ich firmie. Potter oferuje ich klientom „50 centów za dolara”, ale nowożeńcom udaje się powstrzymać panikę rozdając 2000 dolarów, które udało im się odłożyć na miesiąc miodowy.
Firma George’a rozpoczyna budowę osiedla Bailey Park. Nowi mieszkańcy tego osiedla stają się właścicielami swoich domów i nie muszą już płacić wysokich czynszów panu Potterowi.
Rodzina George’a i Mary powiększa się. Kiedy wybucha II wojna światowa George, jako niezdolny do służby wojskowej z powodu niesprawnego ucha, pozostaje w Bedford Falls, gdzie udziela się w obronie cywilnej. Harry zostaje pilotem wojskowym i w nagrodę za zestrzelenie 15 jednostek nieprzyjaciela zostaje nagrodzony Medalem Honoru.
W Wigilię Bożego Narodzenia duma rozpiera wujka Billy’ego na wieść o artykule dotyczącym dekoracji medalem Harry’ego przez prezydenta. Poprzez roztargnienie gubi 8000 dolarów, które miał wpłacić jako depozyt do banku na konto firmy Baileyów. Potter znajduje pieniądze, ale ich nie oddaje. Tego samego dnia zjawia się inspektor bankowy, który ma przejrzeć księgi firmy. Kiedy George’owi nie udaje się znaleźć tych pieniędzy, w akcie desperacji udaje się do Pottera po pożyczkę, ale ten mu odmawia.
Wracając do domu, George podczas śnieżycy rozbija samochód o drzewo. Porzuca auto i przechodząc przez most próbuje popełnić samobójstwo, czując iż jest więcej wart martwy niż żywy, z powodu swojej wartej 15 000 dolarów polisy na życie. Zanim George skoczył z mostu, skoczył przed nim Clarence, George go ratuje. Clarence wyjawia mu, że jest jego aniołem stróżem i wiedział, że George uratuje mu życie, tym samym nie popełniając samobójstwa.

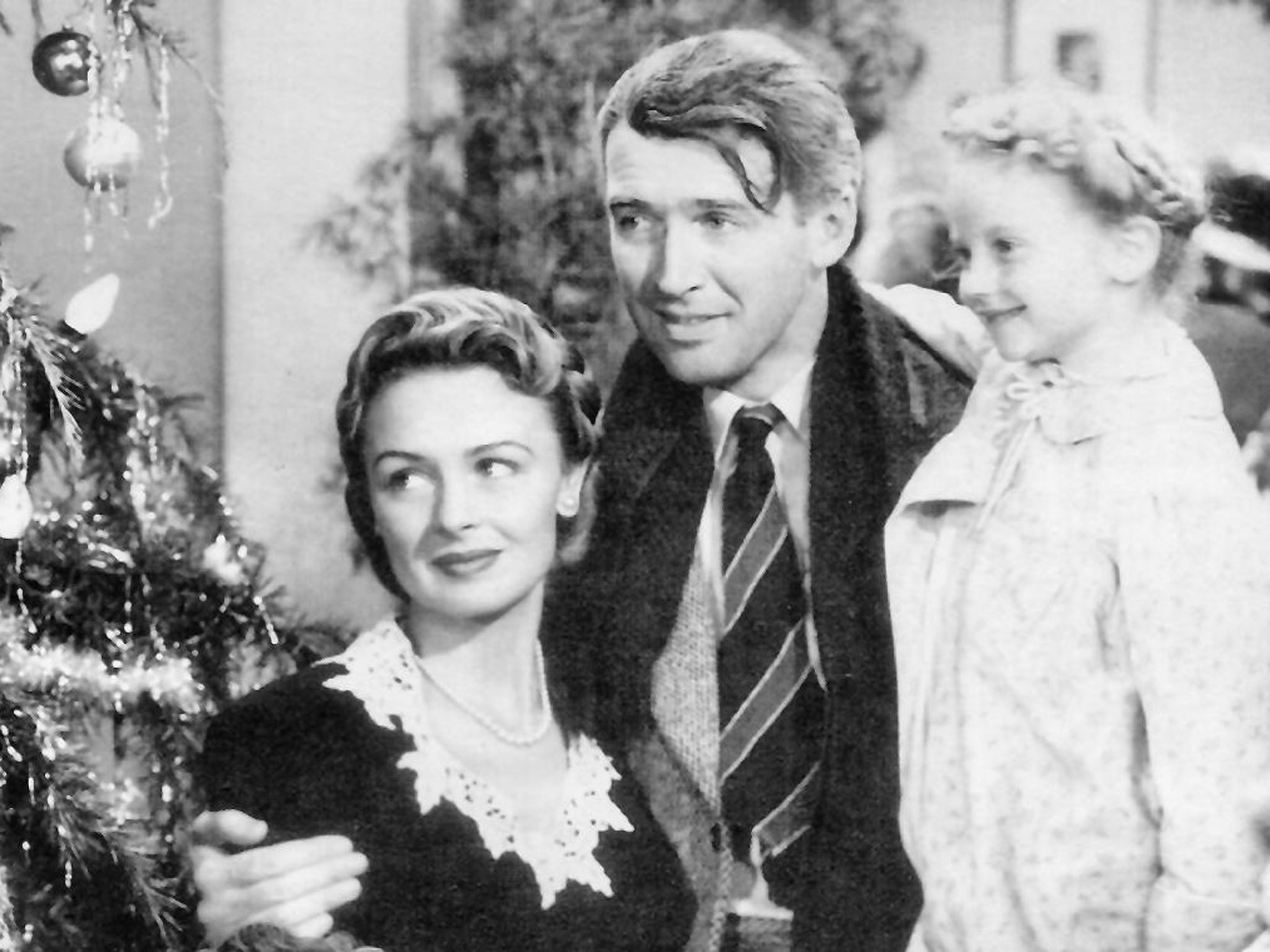
George Bailey (James Stewart), Mary Bailey (Donna Reed) i ich najmłodsza córka Zuzu (Karolyn Grimes)

George wypowiada słowa, że lepiej byłoby, gdyby się nigdy nie urodził. Clarence, słysząc te słowa, pokazuje mu alternatywną rzeczywistość, w której jego słowa stają się prawdą. W rzeczywistości tej Bedford Falls nazywa się Pottersville. Na głównej ulicy dominują sklepy z bronią i podejrzane bary. Bailey Park nie zostało nigdy wybudowane. Pan Gower został oskarżony o otrucie dziecka i spędził 20 lat w więzieniu, powracając do miasta jako alkoholik. Martini nie jest właścicielem baru. Violet (Gloria Grahame) jest tancerką, która zostaje aresztowana za kradzież. Wujek Billy został umieszczony w szpitalu psychiatrycznym, a Harry zginął w wypadku na zamarzniętym jeziorze. W konsekwencji zginęli też wszyscy żołnierze, których Harry uratował w czasie wojny. Matka George’a jest samotną, zgorzkniałą wdową, utrzymującą się z wynajmowania pokoi w swoim domu. Mary pozostała starą panną i pracuje jako bibliotekarka.
George błaga Clarence’a oraz Boga, aby pozwolili mu żyć. Jego modlitwy zostają wysłuchane i powraca do momentu, gdy poznał Clarence’a na moście. George biegnie do domu pełen wdzięczności za to, co udało mu się osiągnąć. Spotyka swoją rodzinę i przyjaciół, którzy zebrali dla niego ogromną sumę pieniędzy, aby pomóc uratować mu jego firmę. Do domu George’a przybywa także jego brat, który wznosi toast za swojego brata jako „najbogatszego człowieka w mieście”. Widząc, na losy ilu ludzi jego czyny miały wpływ oraz to, co zrobił dla mieszkańców Bedford Falls (a także pomagając Clarence'owi zdobyć skrzydła), George Bailey zdaje sobie sprawę, że pomimo swoich problemów ma naprawdę wspaniałe życie.

## Główne role
- James Stewart – George Bailey
- Donna Reed – Mary Hatch Bailey

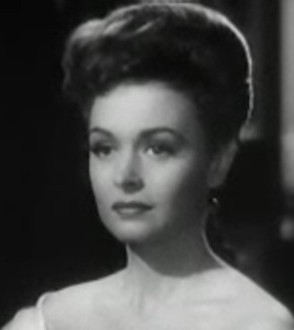
Donna Reed

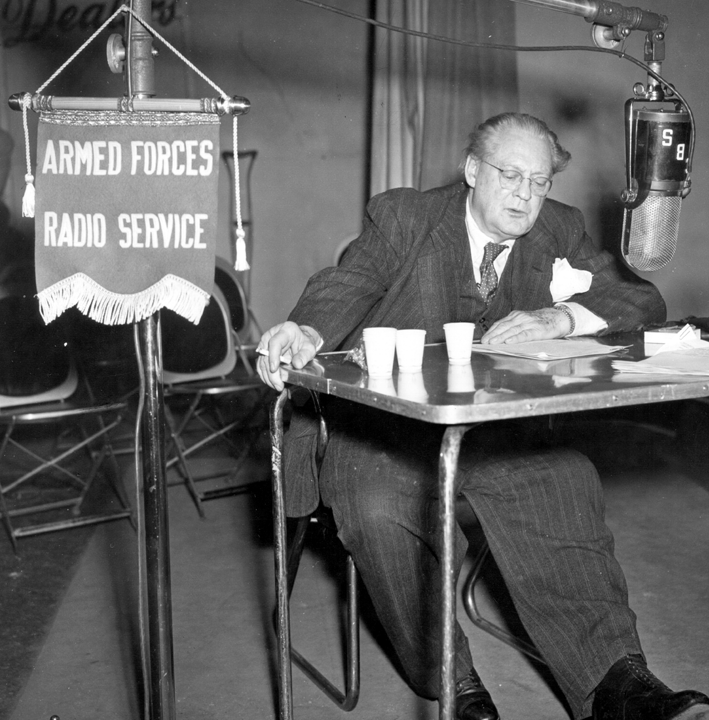
Lionel Barrymore

- Lionel Barrymore – Henry F. Potter
- Thomas Mitchell – Wujek Billy Bailey
- Henry Travers – anioł Clarence Oddbody
- Beulah Bondi – Pani Bailey
- Frank Faylen – Ernie Bishop
- Ward Bond – oficer Bert
- Gloria Grahame – Violet Bick
- H.B. Warner – Pan Gower
- Todd Kams – Harry Bailey
- Samuel S. Hinds – Peter Bailey
- Lillian Randolph – Annie
- Mary Treen – kuzyn Tilly
- Frank Albertson – Sam Wainwright
- Virginia Patton – Ruth Dakin Bailey
- Charles Williams – kuzyn Eustace
- William Edmunds – Pan Martini
- Bobby Anderson – mały George Bailey
- Sheldon Leonard – barman Nick
- Charles Lane – poborca należności
- Karolyn Grimes – Zuzu Bailey
- Carol Coomes – Jaine Bailey
- Charles Halton – Carter
- Joseph Kearns – Anioł Józef (głos)
- Evelyn Moriarty – dziewczyna w barze

## Produkcja

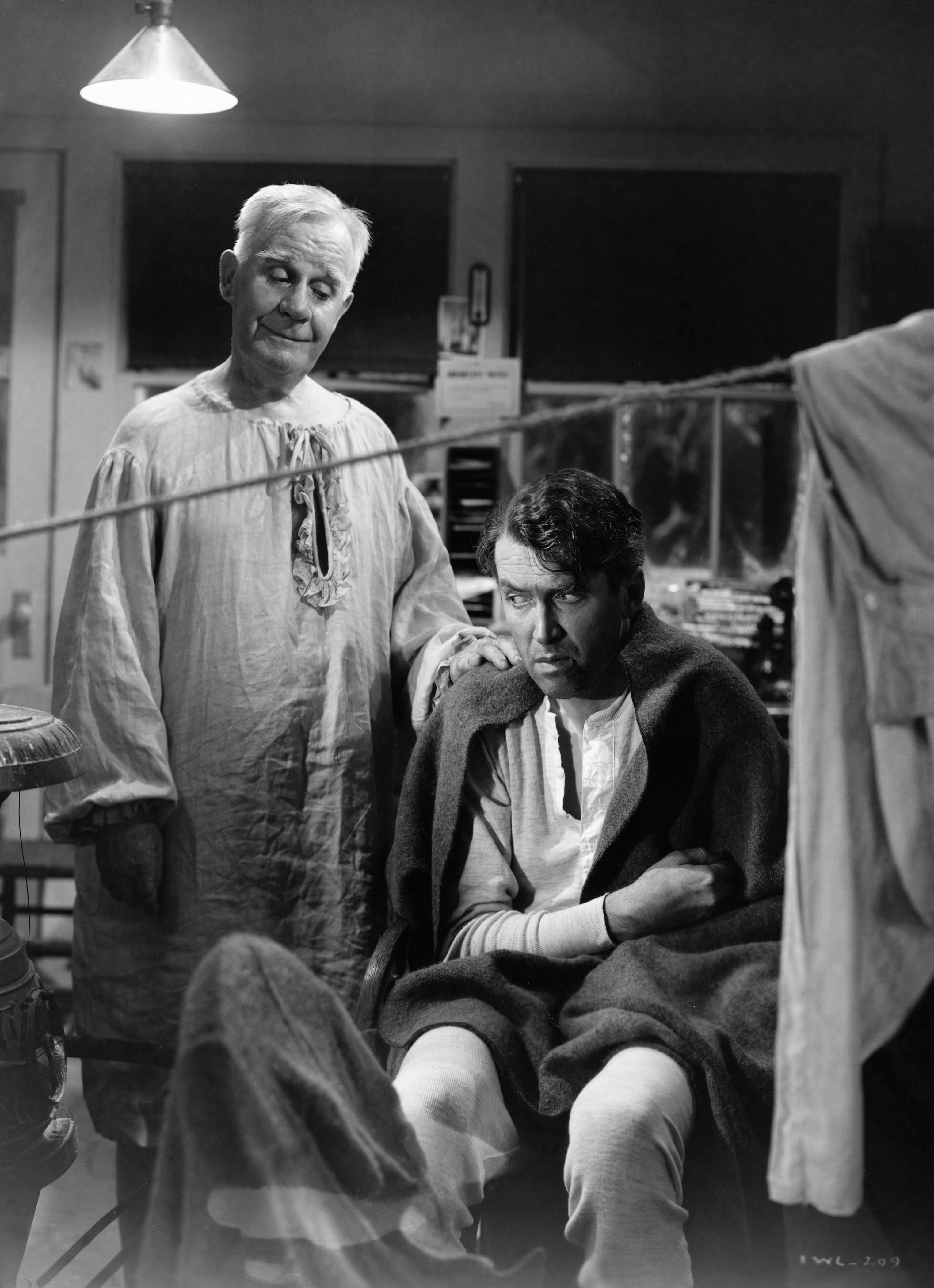
George Bailey (James Stewart) i Anioł Clarence (Henry Travers)

Opowiadanie The Greatest Gift zostało napisane w listopadzie 1939 roku, autorowi nie udało się jednak znaleźć wydawcy. Postanowił przerobić je na rozbudowaną kartkę świąteczną i 200 kopii wysłał do swojej rodziny i przyjaciół przed Świętami Bożego Narodzenia 1943 roku. Przykuło to uwagę producenta Davida Hempsteada, który pokazał kartkę agentowi Cary’ego Granta. Prawa zakupiła wytwórnia RKO, wówczas jedna z największych w Hollywood za 10 tys. dolarów, licząc na udział Cary Granta – po odrzuceniu trzech wersji scenariusza postanowił on jednak zagrać w Żonie biskupa.
Na polecenie szefa RKO scenariusz przeczytał Frank Capra. Od razu zauważył jego potencjał i w 1945 roku kupił prawa do ekranizacji za 10 tysięcy dolarów. RKO dorzuciło trzy poprzednio odrzucone scenariusze za darmo. Reżyser twierdzi, że cena była pięciokrotnie wyższa. Frank Capra, razem z zaprzyjaźnionymi scenarzystami Francesem Goodrichem i Albertem Hackettem, zabrali się za kolejne przeróbki.
Miasto Seneca Falls w stanie Nowy Jork twierdzi, że Frank Capra odwiedził je w 1945 roku i że jest ono pierwowzorem Bedford Falls. Co roku, w grudniu, odbywa się tam festiwal Wspaniałego Życia. W 2009 roku otwarto Hotel Clarence, nazwany tak od imienia anioła ze Wspaniałego Życia.
Często pojawia się stwierdzenie, że James Stewart był jedynym wyborem reżysera, jednak do roli przymierzany był także Cary Grant. Do roli Mary przed Donną Reed przymierzane były m.in. Jean Arthur, Ann Dvorak, Ginger Rogers, Martha Scott i Olivia de Havilland. Do roli Henry’ego Pottera potrzebowano aktora charakterystycznego, o cechach zbliżonych do skąpca Ebenezera Scrooge'a z Opowieści wigilijnej. Wybór padł na Lionela Barrymore, brata dziadka współczesnej aktorki, Drew Barrymore. W wielu innych filmach Franka Capry zagrał także pies wujka Billy’ego Baileya, Jimmy the Raven.
Miasteczko „Bedford Falls” odtworzono na rancho w Encino w Kalifornii. Plan składał się z trzech części, zawierających blisko 300-metrową główną ulicę ze 75 sklepami i budynkami, a także park z 20 dojrzałymi dębami. Kilka miesięcy trwało zadomawianie ptaków, kotów i psów, które miały nadać miastu charakter bardziej „żywego”. Na potrzeby stworzenia „alternatywnego świata”, kręcenia zdjęć o różnych porach roku i aby uniknąć potrzeby późniejszego dubbingu, RKO stworzyło „chemiczny śnieg” zrobiony z pokruszonych płatków śniadaniowych. Do kręcenia scen użyto także studia RKO w Culver City w Kalifornii. Film powstał w zaplanowane 90 dni, od 15 kwietnia do 27 czerwca 1946 roku.
Rancho w Encino zostało w dużej mierze zniszczone w latach 50. Przetrwały jedynie basen, który pojawia się podczas sceny tańca George’a i Mary, z którego korzysta obecnie Bevery Hills High School oraz dom Martiniego, znajdujący się w La Cañada Flintridge w Kalifornii.
Wiadomo, że Frank Capra nakręcił także alternatywne zakończenie, w którym Wujek Billy przypomina sobie, co stało się z pieniędzmi i nakrywa na występku Pottera. Rozważano wiele innych zakończeń, m.in. o zabarwieniu religijnym, uznano jednak, że wątek religijny nie byłby w stanie wystarczająco wzruszyć publiczności.

## Przyjęcie
Światowa premiera filmu odbyła się 20 grudnia 1946 w Nowym Jorku. Film spotkał się z różnymi reakcjami. Do szerokiej dystrybucji trafił 7 stycznia 1947 roku. W zestawieniu najchętniej oglądanych filmów w 1947 roku zajął dość odległe, 26. miejsce. Na 27. miejscu znalazł się inny film o tematyce świątecznej, Cud na 34. ulicy.
W 1990 roku Biblioteka Kongresu Stanów Zjednoczonych wpisała To wspaniałe życie na listę National Film Registry jako film „kulturalnie, historycznie lub estetycznie znaczący”. W ankiecie brytyjskiego Channel 4 film został uznany za 7. najlepszy film w historii kina.  W 2008 roku To wspaniałe życie zostało uznane za trzeci najlepszy film fantasy według Amerykańskiego Instytutu Filmowego. Znajduje się także na 45. miejscu prestiżowej listy najlepszych filmów They Shoot Pictures, Don't They?. Film cieszy się także uznaniem w Polsce, należy jednak zauważyć, że jest notorycznie pomijany przy okazji układania świątecznych ramówek. W roku 1995, z okazji stulecia narodzin kina, film znalazł się na watykańskiej liście 45 filmów fabularnych, które propagują szczególne wartości religijne, moralne lub artystyczne.

## Nagrody
To wspaniałe życie otrzymało pięć nominacji do Oscarów:
- Aktor pierwszoplanowy dla Jamesa Stewarta
- Montaż dla Williama Hornbecka
- Reżyseria dla Franka Capry
- Dźwięk dla Johna Aalberga
- Najlepszy film dla Franka Capry

Nagrody Amerykańskiego Instytutu Filmowego
- 1998 Lista stu najlepszych amerykańskich filmów według AFI poz. 11
- 2002 AFI 100 lat... 100 wzruszeń poz. 8
- 2003 AFI 100 Lat... Bohaterowie i złoczyńcy:
  - George Bailey, bohater poz. 9
  - Henry F. Potter, złoczyńca poz. 6
- 2006 AFI 100 lat... najbardziej inspirujące filmy poz. 1
- 2007 AFI’s 100 Years…100 Movies (10. rocznica) – poz. 20
- 2008 AFI 10 Top 10 poz. 3 w kategorii filmów Fantasy